# Lingua italiana in Svizzera

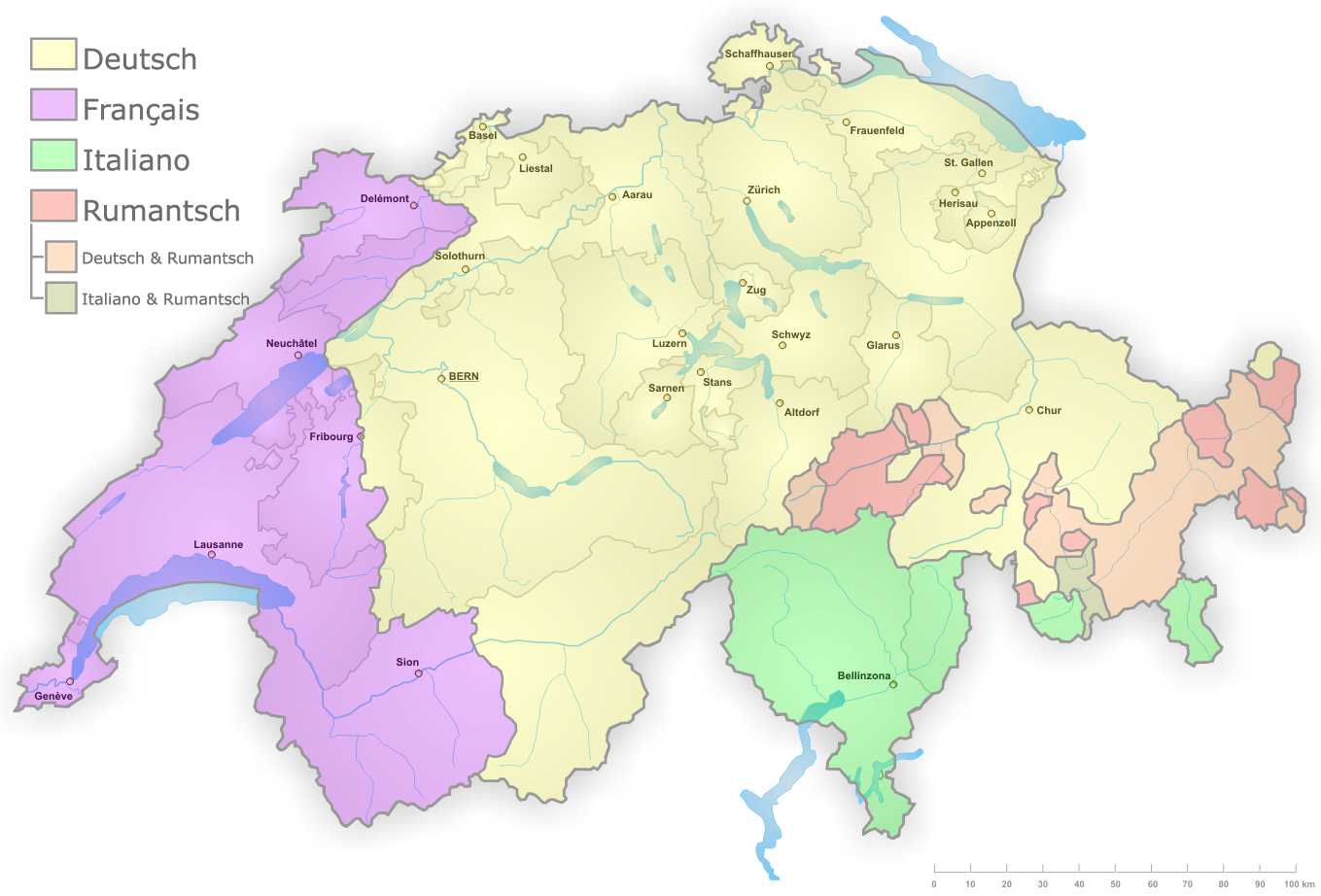
Aree linguistiche della Svizzera. In verde le zone a maggioranza italofona.

L'italiano in Svizzera è lingua ufficiale e si distingue da quello parlato in Italia per diverse particolarità.

## Lo status dell'italiano nella Confederazione Elvetica
L'italiano, come terza lingua nazionale svizzera, è parlato nella Svizzera italiana (Canton Ticino e Grigioni italiano). È lingua ufficiale sia a livello federale che nei due cantoni menzionati.

Distribuzione linguistica nei Grigioni

L'italiano è anche una delle lingue più parlate nella Svizzera tedesca: è infatti usato come idioma degli immigrati italiani e dei loro figli, oppure come lingua franca tra lavoratori stranieri di diverse nazionalità, tra cui portoghesi, spagnoli ecc.
Ai tempi dell'emigrazione italiana del secondo dopoguerra, l'italiano fu trasmesso come lingua franca in fabbrica e sul cantiere a gruppi etnici di lavoratori stranieri stabilitisi in Svizzera successivamente: ciò avvenne perché erano il gruppo linguistico maggioritario preesistente e il processo iniziò con immigrati spagnoli, i quali avevano particolare facilità ad imparare l'italiano, anche se con inevitabili fenomeni di semplificazione. Più tardi, l'italiano venne acquisito anche da popolazioni di altre etnie, ad esempio da parlanti greci o provenienti dalla Jugoslavia, incoraggiati dalla maggiore facilità di apprendimento in contesti informali ed anche dal fatto che la conoscenza dell'italiano da parte di svizzeri tedeschi e svizzeri francesi è in genere assai maggiore che in Germania o in Francia. Oggigiorno, l'uso dell'italiano come lingua franca tra lavoratori in Svizzera è in regressione.
L'importanza dell'italiano come terza lingua nazionale resta comunque notevole; solo per citare un esempio, in ciascuna delle zone linguistiche della Svizzera è possibile ricevere i programmi televisivi e radiofonici nelle varie lingue del Paese; si pensi inoltre al fatto che i prodotti di consumo quotidiano destinati alla vendita nei grandi supermercati come Migros sono di solito etichettati nelle tre lingue nazionali in qualsiasi area linguistica ci si trovi; lo stesso discorso riguarda i foglietti illustrativi dei medicinali (di solito chiamati, nell'italiano della Svizzera, medicamenti).
Non si tratta, come accennato, sempre dello stesso italiano parlato in Italia. Se da una parte è scontato il fatto che l'uso delle lingue minoritarie locali e soprattutto dei dialetti porti a delle differenze tra le varie zone, va detto che nella Confederazione Elvetica l'italiano mostra delle peculiarità tanto vistose da lasciare chiare tracce anche nella lingua scritta e comunque in contesti formali. Del resto, alcuni elvetismi sono stati recentemente inclusi nei dizionari della lingua italiana. Equivoci tra italiani e svizzeri italiani, se dovuti a diverse accezioni di una parola, sono piuttosto rari, ma possibili.
Nel complesso, la differenza più importante consiste nell'influsso delle altre lingue nazionali, anche se questi fattori non bastano ad esaurire la questione delle particolarità dell'italiano in Svizzera.

## Dati sull'italofonia svizzera
I residenti che dichiarano l'italiano come lingua principale sono circa 720.000, in parte residenti nell'area linguistica italofona situata a Sud delle Alpi e per il resto sparsi sul resto del territorio nazionale, attestandosi intorno all'8,4% della popolazione nazionale. Inoltre, il 15% della popolazione svizzera se ne serve tutti i giorni. A questi ultimi si aggiungono gli oltre due milioni di persone che, con competenze spesso variabili, parlano o capiscono l'italiano come L2 ovvero lingua straniera.
| Categorie    | 1970      | 1980      | 1990      | 2000      | 2013      | 2014      |
| ------------ | --------- | --------- | --------- | --------- | --------- | --------- |
| Totale       | 6.011.469 | 6.160.950 | 6.640.937 | 7.100.302 | 7.944.566 | 8.041.310 |
| Tedesco      | 66,1%     | 65,5%     | 64,6%     | 64,1%     | 63,5%     | 63,3%     |
| Francese     | 18,4%     | 18,6%     | 19,5%     | 20,4%     | 22,5%     | 22,7%     |
| Italiano     | 11%       | 9,6%      | 7,7%      | 6,5%      | 8,1%      | 8,1%      |
| Romancio     | 0,8%      | 0,8%      | 0,6%      | 0,5%      | 0,5%      | 0,5%      |
| Altre lingue | 3,7%      | 5,5%      | 7,7%      | 8,5%      | 21,7%     | 20,9%     |

Il dato relativo agli anni 2013 e 2014 supera il 100% perché gli intervistati hanno avuto la possibilità di indicare più lingue parlate; per la stessa ragione, un confronto con i dati precedenti non è possibile. La rilevazione del 2013 è frutto del nuovo approccio dell'Ufficio federale di statistica, che implementando il nuovo piano di censimento della popolazione integra i censimenti decennali con le rilevazioni strutturali, da effettuarsi ogni 3-5 anni. La rilevazione citata è focalizzata sulla lingua madre o le lingue madri dei soggetti bilingui.
Nel Canton Ticino la lingua italiana ha continuato a godere di buona salute, registrando tra l'altro un leggero aumento dal censimento del 1990 a quello del 2000.
Particolarmente vistosa è comunque la flessione nell'insegnamento dell'italiano come lingua straniera nei cantoni francofoni e germanofoni. A titolo di esempio si ricorda che l'italiano, nel Canton San Gallo, viene scelto come materia solo dal 5% dei liceali. Nel febbraio del 2011 il parlamento di questo cantone germanofono è arrivato a doversi esprimere su una quasi totale abolizione dell'italiano come lingua straniera dei licei. La proposta venne alla fine respinta con conseguente sollievo da parte del Consiglio di Stato del Ticino.

## L'influsso del tedesco e del francese nella Svizzera italiana
Una delle maggiori differenze tra l'italiano standard in Italia e in Svizzera riguarda il fenomeno del forte influsso che gli idiomi, propri dei cantoni non italofoni, hanno avuto sulla lingua italiana in Svizzera. I territori corrispondenti all'odierno Canton Ticino, ad esempio, furono conquistati dalla Confederazione svizzera fra il XV e il XVI secolo, e ne rimasero assoggettati fino alla fine del Settecento (nel 1803, fu poi costituito il Canton Ticino): è quindi chiaro il fatto che la lingua tedesca e quella francese ne abbiano fortemente influenzato lo sviluppo linguistico. È questo il caso della parola medicamento, che esiste anche nell'italiano in Italia, ma che è ormai quasi caduta in disuso, generalmente sostituita da medicina o medicinale. Nella Svizzera italiana, invece, il termine ha potuto conservarsi anche grazie alla presenza di parole simili nelle altre lingue nazionali.
Il fenomeno più vistoso nell'italiano in Svizzera consiste indubbiamente nella ricchezza di prestiti dal francese o dal tedesco.
All'interno del prestito linguistico, gioca comunque un ruolo di primo piano il calco:
- Si parla di calco semantico quando la parola era già presente nella lingua di arrivo, ma con altro significato: azione significa in origine soprattutto l'operato di qualcosa e qualcuno: l'accezione commerciale di questa parola ('offerta speciale') proviene invece dalle lingue straniere.
- Sempre a proposito di calco, altre volte si incontra il calco strutturale, che riprende intere strutture dalla lingua straniera: la parola franchetto è nata presumibilmente come calco dal dialetto svizzero tedesco, che utilizza il diminutivo Fränkli che è il diminutivo di Franken per indicare la moneta. Viene in sostanza ripresa la struttura di una lingua straniera utilizzando elementi lessicali italiani. Numerosi calchi strutturali provengono dal francese, come nelle espressioni Chiudere la porta p. f. e Grazie per non fumare, tanto rare in Italia quanto frequenti nella Svizzera italiana. Nel primo esempio, p. f. è un'abbreviazione usata nella lingua scritta per sostituire l'espressione per favore (il francese utilizza analogamente l'abbreviazione SVP per indicare s'il vous plaît); nel secondo, la frase viene dall'espressione francese merci de ne pas fumer[16].

La presente tabella riporta alcuni termini entrati in uso in virtù dell'influsso delle altre lingue nazionali. 
| Espressione nell'italiano standard                   | Variante o termine usato in Svizzera | Probabile termine d'origine e lingua di provenienza |
| ---------------------------------------------------- | --- | --- |
| adesivo                                              | autocollante | autocollant (fr.) |
| alluminio                                            | alu | tedesco parlato Alu al posto di Aluminium (ted.) |
| autovelox                                            | radar | da radar. Il nome ufficiale anche in italiano sarebbe radar o rilevatore (di velocità), ma la casa produttrice Autovelox ha contribuito a diffondere il suo nome che resta il più utilizzato (it.) |
| bianchetto                                           | tipex | Tipp-Ex (azienda tedesca e omonimo marchio) |
| bollino (per parcheggiare / viaggiare)               | vignetta (presente anche in Italia con questa accezione)                                                                                            | vignette (fr.) |
| brioches / cornetto                                  | gipfel/ chiffer | Gipfel/ Kipferl (ted.) |
| impiegato postale, addetto allo sportello            | buralista | buraliste (fr.), Bürolist (ted.) |
| busta di plastica / cartella / cartellina / carpetta | mappetta | Mappe (ted.) |
| cappello / berretto                                  | cuffia (termine italiano, oramai in disuso, usato per indicare una copertura del capo in generale)                                                  | cuffia (it.) |
| classificatore / raccoglitore                        | classatore | classeur (fr.) |
| concessionario                                       | garage | garage (fr.) |
| guardrail, guardavia, sicurvia, guardastrada         | guidovia | guiderail (ingl.) |
| imbarcadero                                          | debarcadero | débarcadère (fr.) |
| istruttore                                           | monitore (presente anche in Italia, anche se desueto)                                                                                               | moniteur (fr.) |
| laureato/a in economia                               | licenziato/a in economia (presente anche in Italia, anche se desueto)                                                                               | Lizenziat, ted. 'laurea'. licencié (fr.) |
| livido/ematoma                                       | blu | bleu (fr.) |
| monopattino                                          | trottinette | trottinette (fr.) |
| offerta speciale                                     | azione | action; Aktion (ted.) |
| ordinare                                             | comandare (presente anche in Italia con questa accezione)                                                                                           | commander (fr.) |
| patente di guida                                     | licenza di condurre | permis de conduire (fr.) |
| polistirolo espanso                                  | sagex | Sagex (marchio dell'azienda svizzera Sager) |
| prenotare                                            | riservare (presente anche in Italia con questa accezione)                                                                                           | réserver (fr.) |
| resto (in denaro)                                    | ritorno | retour (fr.) |
| retrocessione (sport)                                | relegazione (presente in Italia con accezione semantica diversa)                                                                                    | relégation (fr.) |
| sconto                                               | ribasso (presente in Italia solo nell'ambito finanziario, e con accezione semantica diversa)                                                        | Rabatt (ted.) |
| digitare (scrivere al computer)                      | tippare | tippen (ted.) |
| tapparelle                                           | rolladen | Rolladen (ted.) |
| verifica a sorpresa (scolastica)                     | blitz | Blitz (ted.) |
| voto (scolastico o in competizioni sportive)         | nota (il termine "voto" nella sua accezione scolastica o sportiva in Svizzera è inesistente, riferendosi unicamente all'azione letterale di votare) | Note (ted.), note (fr.) |

## Gli influssi dialettali sull'italiano in Svizzera
Come succede comunemente anche nell'italiano d'Italia, compaiono differenze dovute all'interferenza delle lingue regionali, soprattutto nel parlato colloquiale. Un esempio è quello della negazione. Siccome nella lingua lombarda di Svizzera e in tutte le lingue gallo-italiche dell'Italia settentrionale l'enunciato si forma posponendo l'avverbio di negazione al verbo, la forma grammaticale ne viene influenzata anche in italiano:
- Questo è mica vero

con scomparsa dell'avverbio non rimpiazzato da mica, affine alla forma mia in uso nel dialetto ticinese.
Molto diffusi sono i termini dialettali, usati anche in Lombardia e territori contermini, come gabola per indicare un problema, una complicazione (verbo ingabolare). È possibile anche riscontrare l'uso di vari termini di origine dialettale utilizzati nelle rispettive valli, che sono stati italianizzati, per esempio l'uso della parola ghette per calzamaglia. Alcune di queste parole spesso vengono preferite a quelle più standard, mentre a volte queste espressioni possono essere considerate come errate anche nella Svizzera italiana (né deve trattarsi necessariamente di fenomeni soltanto elvetici).
I fenomeni finora esposti in questa sezione sono riservati al registro linguistico più basso, dunque alle situazioni di interazione meno formale e più vicina al dialetto ticinese. Simili considerazioni riguardano anche diversi esempi di semplificazione sintattica dell'enunciato, che in diversi altri luoghi sarebbero praticamente impensabili:
- Non l'ho bisogno. (dial. Ga l'hu mia bisogn)

Può accadere che uno stesso termine abbia due accezioni diverse nei due paesi e che si arrivi ad equivoci. Mentre cocomero nell'Italia centro-meridionale indica l'anguria, nella Svizzera italiana è usata per definire normalmente il cetriolo, dato che tale accezione è presa in prestito dai dialetti delle lingue gallo-italiche.
Per quanto riguarda l'aspetto fonologico, nonostante una basilare somiglianza con le varietà di italiano regionale delle zone adiacenti al territorio elvetico, nella Svizzera italiana si possono riscontrare anche varianti tipicamente locali, e quindi non attestate in Italia. Ciò è comunque da considerare anche tenendo conto delle differenze non trascurabili che si registrano tra valle e valle nelle varie zone, quasi tutte montuose, della Svizzera italiana. Con lo sviluppo delle vie di comunicazione e l'intensificazione dell'interscambio con l'Italia, le differenze fonetiche sono andate diminuendo soprattutto nelle zone più a valle presso il confine.

## L'influsso delle istituzioni pubbliche sulla lingua standard nella Svizzera italiana
L'appartenenza a differenti stati può giustificare alcune differenze tra Svizzera italiana ed Italia, laddove l'interferenza con le altre lingue del paese o gli influssi dialettali non bastano a spiegare queste differenze: è chiaro che in questo caso si tratta di fenomeni di vocabolario, e che le differenze sono in questo caso dovute primariamente a fattori extralinguistici, fatto questo particolarmente vistoso nel lessico della politica, ferma restando, nell'analisi, la rilevanza del fatto che in questi casi si tratta di descrivere un apparato pubblico e amministrativo diverso da quello dell'Italia.
Per esempio, è possibile che un determinato costrutto in Italia non esista o sia semisconosciuto: è questo il caso della già citata parola franchetto oppure del Consiglio di Stato; a dire il vero, la denominazione esiste anche in Italia, ma ha tutt'altra accezione; analogamente, la parola giunta indica in Italia un organo esecutivo, a livello comunale nel Canton Grigioni può indicare un organo legislativo. Tra l'altro, si parla spesso, per indicare gli elvetisimi dell'italiano in Svizzera, di italiano federale.
Altre volte, si useranno parole diverse per indicare più o meno lo stesso significato: per esempio, il servizio interurbano di autobus/corriera in Svizzera viene in buona parte offerto dalla Posta, la quale utilizza un termine specifico (autopostale). Sarà dunque possibile che si dica:
- Ho preso l'autopostale / la posta / il postale per andare a Lugano

Analogamente, alcuni servizi hanno in tutta la Svizzera un nome peculiare spesso derivato dal nome del servizio. Natel, acronimo per il tedesco Nationales Autotelefonnetz, indica in tutto il paese il "telefono cellulare", ed è in genere incomprensibile tanto in Italia quanto in Francia e Germania.
Per ritornare all'istituzione della posta, particolarmente significativa sia ai fini del parlato di tutti i giorni sia alla lingua ufficiale, quello che è chiamato in Italia codice di avviamento postale è ricalcato, in Svizzera, sulle forme delle altre lingue nazionali e si chiama quindi Numero postale di avviamento (NPA: francese Numéro postal d'acheminement). Per finire, esiste anche una differenza fra i due paesi su come chiamare il distributore di banconote degli uffici postali. In Italia è il Postamat, mentre in Svizzera è il Postomat.